# 岡田文秀

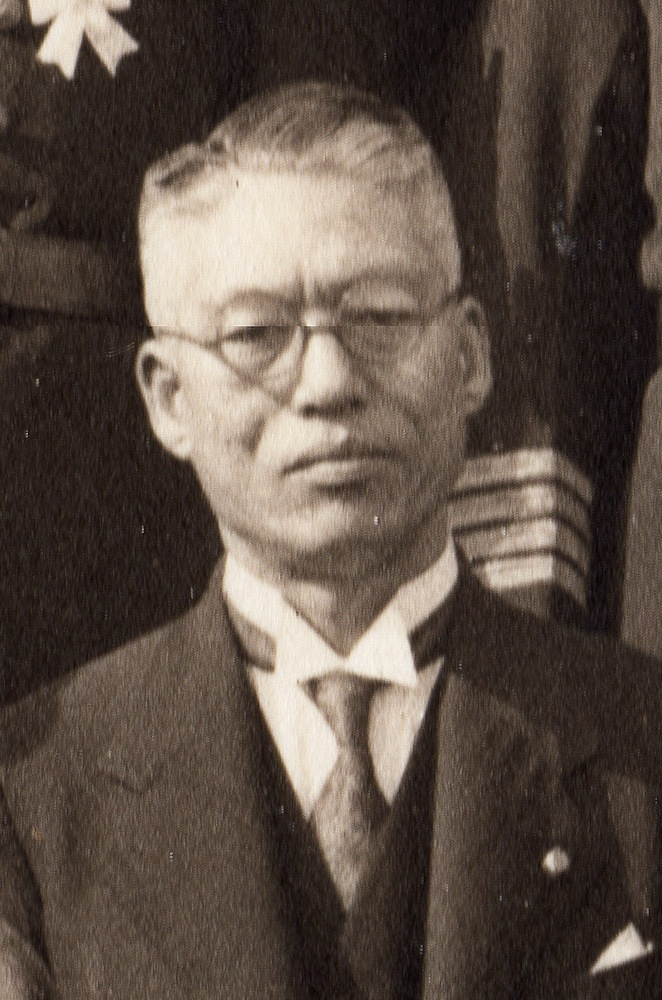
岡田文秀

岡田 文秀（おかだ ふみひで、1892年（明治25年）11月25日 - 1989年（平成元年）11月19日）は、日本の内務・厚生官僚。官選県知事、厚生次官、海軍司政長官。旧姓・吉岡。

## 経歴
島根県出身。島根県官房主事・吉岡謙太郎の三男として生まれ、岡田宇之助の養子となる。島根県立松江中学校、第一高等学校を卒業。1916年10月、文官高等試験行政科試験に合格。1917年7月、東京帝国大学法科大学法律学科（独法）を卒業。内務省に入省し東京府属となる。
1918年1月、東京府南葛飾郡長に就任。以後、岐阜県理事官・内務部地方課長、東京府理事官・視学官、内務書記官・都市計画局庶務課長、内務事務官・土木局勤務、土木局河川課長などを歴任。
1932年6月、千葉県知事に就任。大干ばつの救援、経済更生の産業五カ年計画の樹立、県営上水道の創設などに尽力。 1934年10月、内務省衛生局長に転じ、さらに同土木局長を務めた。1937年2月、長崎県知事となる。県庁の機構改革、時局に対応した政策の実施などに尽力。1938年4月、傷兵保護院副総裁へ転じた。1939年1月から1940年4月まで厚生次官を務めた。1942年3月、海軍省顧問に就任。同年5月、海軍司政長官に発令され、1944年1月まで南西方面艦隊民政府総監に在任し、同年6月に司政長官を退任。同年8月、日本医療団副総裁となり、1945年7月に辞任した。
1947年9月から1951年8月まで公職追放となった。1948年3月から1951年4月まで弁護士を登録。1952年12月、済生会会長となる。その他、復光会理事長、結核予防会理事を務めた。

## 著作
- 『文化生活概論』岐阜県地方改良協会、1922年。
- 『水法論』常磐書房、1931年。
- 『國民の幸福と健康』〈教育パンフレツト;第340輯〉社會教育協會、1939年。
- 『聖徳太子新論』岡田文秀、1979年。
- 『怒濤の中の孤舟:岡田文秀自叙伝』岡田文秀自叙伝刊行会、1974年。
- 『大戦前後の神代史観の批判:黒板勝美、津田左右吉に対する反論』復光会、1983年。
- 『河川法』岡田文秀、[出版年不明]。

## 親族
- 長男 岡田純夫（内務省官吏）